# إصلاح جاد
إصلاح جاد (مواليد 1951) هي أستاذ مساعد في النوع الاجتماعي والتنمية بجامعة بيرزيت. وهي مؤسس مشارك والمدير الحالى لمعهد دراسات المرأة في بيرزيت. وعضو المجموعة الاساسية في مجموعة العائلات العربية العاملة.و شخصية بارزة في حركة المرأة الفلسطينية، أيضا اصلاح جاد ساعدت في إنشاء مركز شئون المرأة في غزة ونابلس، أصدقاء فرانسيس، مشروع زاوية الأطفال بالبيرة واللجنة الفنية لشئون المرأة.
أعطت اصلاح جاد استشارات في النوع الاجتماعى لصالح برنامج الأمم المتحدة الانمائى، وشاركت في كتابة تقرير التنمية الانسانية العربية في 2005، وحصلت اصلاح على بكالوريوس العلوم السياسية من جامعة القاهرة، درجة الماجستير في النظرية السياسية من جامعة نانت، وشهادة الدكتوراه في دراسات النوع الاجتماعى والتنمية من جامعة لندن. في يوليو 2009 تسلمت اصلاح جائزة أمديست في التميز التعليمى.

## روابط خارجية
- Feature in Media Monitors Network: http://www.mediamonitors.net/islahjad1.html
- Interview with the Monthly Review: http://mrzine.monthlyreview.org/2009/jones180109.html
- Feature in Newsweek: http://www.newsweek.com/2008/04/28/our-dreams-are-dead.html